# Св. св. Петър и Павел (Постол)
Вижте пояснителната страница за други значения на Свети апостоли Петър и Павел.
„Св. св. Петър и Павел“ (на гръцки: Ιερός ναός Αγίων Πέτρου και Παύλου) е възрожденска православна църква в южномакедонското градче Постол (Пела), Гърция, част от Воденската, Пелска и Мъгленска епархия.
Църквата се намира в североизточния край на Постол. Построена е в 1867 година. В архитектурно отношение е трикорабна базилика с нартекс и женска църква на запад и с отделна кулообразна камбанария на югоизток, построена в 1930 година. Църквата има два входа - от южната и от западната страна. Прозорците са оформени по време на ремонтните дейности в 1950 година. Подът в миналото е бил с каменни, а сега е с мозаечни плочи. В храма има икони от XIX век.